# テイルズ オブ グレイセス
『テイルズ オブ グレイセス』（Tales of Graces、略称：TOG / グレイセス）は、2009年12月10日にバンダイナムコゲームスから発売されたWii用RPG。『テイルズ オブ』シリーズの1つ。公称ジャンル名は「守る強さを知るRPG」。
序盤は幼少期となっており、中盤からは青年期となっている。PS3版のみ新たなエピソードがあり、一部のパーティキャラクターは服装が新規となっている。
2010年12月2日にはPlayStation 3版『テイルズ オブ グレイセス エフ』（Tales of Graces f）が発売。

## ストーリー
空を海で覆われた世界・エフィネアでは、「煇石（クリアス）」という物質に含まれる「原素（エレス）」を使用した文明が栄え、「ウィンドル」・「ストラタ」・「フェンデル」の3国がそれぞれの政治体制の下存在していた。
ウィンドルの辺境に位置するラント領領主の長子・アスベルは、ある日弟のヒューバートと共に探検に行った裏山の花畑で、記憶を無くした不思議な少女・ソフィと出会う。彼女や幼馴染のシェリア、同じ時期にラントを訪れたウィンドルの王子・リチャードと友情を深める日々。だが、ある事件でソフィは姿を消してしまう。彼女を守れなかった自分を憎んだアスベルは「強くなってもう誰も失わない」ために家を飛び出し、王都の騎士学校の門を叩いた。
7年後、青年剣士に成長した18歳のアスベルは父の訃報を知り、故郷で領主を継ぐことになる。そんな彼の前に、死んだはずのソフィと瓜二つの少女が現れたことから、物語は大きく動き出す。

## システム

### 戦闘システム
本作の戦闘システムは、「SS-LMBS（スタイルシフト・リニアモーションバトルシステム）」。『テイルズ オブ デスティニー（PS2版）』のCC（チェインキャパ）をパワーソースとして採用しており、2つのスタイルを切り替えながら戦うのがこのシステムの特徴。新要素として、敵の攻撃を横方向に回避出来るアラウンドステップなどがある。これまでは横スクロールの戦闘だったが、本作では縦スクロールになっている。そのため、今までは必殺技のキーが左右共通であったのが、上下共通になっている。フィールドを自由に動けるシステム「フリーラン」もあるが行うとCCを消費し、CCがなくなると歩く。
エレスライズ
戦闘中の行動によって増加するエレスゲージを満タンにすると、エレスライズが発動する。この状態では、「一定時間CCを消費しない」「敵の攻撃でのけぞらない」「秘奥義発動可」など様々な恩恵を得られる。敵側のゲージが満タンになるとエレスブレイクが発動。敵がのけぞらなくなるなどの効果がある。

### その他のシステム
称号
本作では、装備効果とマスタリースキルの2つの効果を持つ。装備効果は称号装備中にのみ発揮し、マスタリースキルはスキルポイントを使い習得することで発揮する。水着などの着せ替え称号もあり、これはいのまたむつみがキャラクターデザインを担当したシリーズでは初となる。
エレスポット
料理システムを改善し、使いやすくしたもの。
料理以外にも魔導書と呼ばれるアイテムをセットすることで戦闘時に様々な効果を発揮したり、消費アイテム・食材・素材アイテム・換金アイテムなど一般のアイテムをセットすることによって歩行中に一定確率でそのアイテムを入手したりできる。セット数は最大で16、エナジーは9,999まで成長する。セット数を15から16にするためには900万ものセット経験値が必要になる。
デュアライズ
武具の強化や、料理、換金アイテムの作成などが出来る。
グルーヴィーチャット
画面を切り替えキャラクター同士が会話をするシステム。会話の途中にカットインが挿入されるものもある。主にセーブポイントやディスカバリー発見時に発生する。

## 世界観
この世界はウィンドル、ストラタ、フェンデルの三国が治めている。三国は基本的に対立しており、ウィンドルとストラタは多少なりとも交流があるものの、フェンデルは完全に貿易を断っている。
ウィンドル
緑に覆われた豊かな国で、アスベル、ヒューバート、シェリア、リチャードの出身国。政治体制は王政で、元首は国王。王都はバロニア。豊富な煇石資源を有しており、人々も安定した気候の中で平穏な生活を営んでいる。他の二国と違い、この国の軍隊は「騎士団」という形を取っている。また各地方は領主が国から政や防衛を任されているが自治権が非常に強く半独立国のような状態になっており、中央の騎士団といえど有事の時も領地に赴く事は難しいらしい。豊かな国である一方で、宮廷内では常に王位を巡る争いが水面下で行なわれている。
ラント領
アスベル、ヒューバート、シェリアの故郷。ウィンドル内でも辺境に位置するが、煇石が大量に採掘できる土地で、国内の煇石採掘の割合の殆どを占めている。そのため他国から豊富な煇石を目的に狙われており、フェンデルとはすぐ近くに国境があるため紛争が絶えず、またストラタもラントを手に入れようと策略を巡らせている。

ストラタ
砂漠に囲まれた国。政治体制は大統領制で、元首は大統領。首都はユ・リベルテ。他の2国よりも煇石を用いる技術が発展しており、特に首都は砂漠の中心に存在するにも関わらず、水属性の大煇石（バルキネスクリアス）を使って安定した気温を保っている。しかし最近は大煇石に不調が見られるらしく、煇石確保の為にラントを手に入れる算段をしている。セイブル・イゾレという市街には煇術と煇石の研究をする大きな研究所がある。
フェンデル
雪に覆われた国で、マリクとパスカルの出身国。政治体制は軍政で、元首は総統。帝都はザヴェートで、国民の殆どが軍事に関係している。アンマルチア族の技術提供により蒸気機関や煇石の研究が進んでいるが、領土内自体の煇石資源が少なく、更に採掘されたとしても原素の抽出方法が未だに解明されていない火属性の煇石が殆どのため、民間人の殆どは煇石の恩恵を受けられず、貧富の差が激しい。
ライオットピーク
三国のどこにも属さない闘技島。世界中の強者が自身の能力を試す為に集まってくる。ここの番人は「黒衣の番人」と呼ばれている。
アンマルチア族
世界各地に遺跡を残している謎の集団。その遺跡からは、非常に優れた技術を持っていた事がうかがえる。
外見は人間と変わらず、メッシュがかかった白い髪が特徴的。一族をまとめる長は、代々長を務めている家系から輩出される。フェンデルに隠れ里を構えており、近年のフェンデル人にとっては比較的身近な存在であるが、フェンデルが他国との交流を断っている為、ウィンドルやストラタでは未だに伝説の種族という扱いになっている。フェンデルの技術発展に協力して多くの技術者を国に送っており、今のフェンデルの技術開発には必要不可欠な存在である為、長の意向はフェンデル政府も無視できないものとなっている。フェンデルの山奥と、大昔に定住していたストラタの町に「英知の蔵」と呼ばれる情報の宝庫がある。

## 用語
エフィネア
アスベルたちが暮らす世界の名前。正確にはフォドラから見たアスベルたちが住む惑星の名前で、実際にエフィネアに暮らす人々はその言葉を使っていない。エメロードによればエフィネアはフォドラの従属惑星とのこと。エフィネアには空の上に「海」と呼ばれる膜があり、さらに羅針帯（フォスリトス）が惑星全体を覆っている。この羅針帯には大煇星竜（ソロモス）が守護・管理する「ゾーオンケイジ」なる空間が存在している。
アンマルチア族（種族）
エフィネアに住む民族。パスカルやフーリエが該当する。高い知能を持っているが滅多に人前には姿を現さず、世間的には謎の多い存在として語られている。後述の通り、「アンマルチア族」とは元々はフォドラに住む技術者集団の名称であり、パスカルたちは彼らの子孫に当たる。組織としてのアンマルチア族は、原素循環システムである大煇石（バルキネスクリアス）を創り出したが、現在では天才のパスカルを以ってしても当時の技術を再現することは不可能となっている。
フォドラ
エフィネアと隣り合う惑星。かつて優れた科学技術で発展していたが、1000年程前に起きた星の核の枯渇と、ラムダの体組織を埋められた暴星魔物の暴走で滅びてしまい、現在では荒涼とした荒野が広がる中に、僅かに街などの施設が残っている。エメロードはラムダが魔物たちを生み出してフォドラを滅ぼしたと話していたが、実際は研究者たちが嫌がるラムダから体組織を抽出し、それを生命に抽入した事が暴星魔物が増えた原因である。
アンマルチア族（組織）
フォドラの発展を支えた技術者集団。エメロードやコーネルもその一員であった。一部の者はエフィネアに渡っており、大煇石や多くの遺跡を各地に残している。パスカルたちアンマルチア族は、エフィネアに渡った一部のアンマルチアの子孫に当たる。

原素（エレス）
この世界におけるエネルギーの源。場所によって存在する原素の属性が偏っており、ラントの裏山の花畑は全属性の原素がある数少ない場所である。
煇石（クリアス）
原素を内包する石で、煇石から採取した原素をエネルギーとして利用している。これを応用した魔術が煇術（きじゅつ）である。ただし火属性の煇石は爆発しやすい性質故に扱いが難しく、未だに原素の採取方法が判明していない。エフィネアでは自然石であると思われているが、実際には原素運搬のために生成された人工鉱石である。
大煇石（バルキネスクリアス）
アンマルチア族によって作られた巨大な煇石。
ウィンドルの風の大煇石・大翠緑石（グローアンディ）、ストラタの水の大煇石・大蒼海石（デュープルマル）、フェンデルの火の大煇石・大紅蓮石（フォルブランニル）の三つがあり、これらの大煇石を中心に街や国が作られ、現在は各国の象徴的な存在になっている。見上げる程の大きさの弧形が地表に露出しているが、これですら全体の一部でしかなく、全体は地殻を貫通して星の核にまで達している。

星の核（ラスタリア）
惑星の中心部で、原素が密集している。
フォドラの核
フォドラにおいて、上述の星の核と同じ役割を持つ。自ら意思を持っており、危機に瀕した際にその原因となる者を排除しようという自己防衛機能が備わっている。そのため、フォドラの人類を排除するための存在として、リトルクイーンを無限に生み出していた。ラムダもフォドラの核から生み出された生命体である。

光の力
アスベル、ヒューバート、シェリアが7年後に突如目覚めた不思議な力。虹色がかかった白い光で、ソフィが使う力である。7年前に重傷を負ったソフィが「分滅保全」を行うために粒子化してアスベルたちの中に入り込み、ソフィの復元が近づくに連れて三人に宿るソフィの粒子が影響を与えた事で目覚めた。強力な術技が使えるようになったり、シェリアは今まで使えなかった治癒術を使えるようになった。また、最近になって目撃され始めた暴星魔物に対しても有効で、暴星バリアを打ち消すことが出来る。
ソフィが復元された後も彼女の粒子の一部はアスベルたちの中に残されている為、アスベルたちはその後も力を使うことができた。ソフィの力の源である「デリス鋼」がラムダに耐性がある為、ラムダとラムダが生み出した暴星魔物に対して有効である。マリクとパスカルは「光の力」を持たないが、後にパスカルが「デリス鋼」から「デリスリング」という指輪を二つ精製し、それを装備することで同じ力が使えるようになる。
暴星魔物（ぼうせいモンスター）
星の核から発見されたラムダの体組織が埋め込まれた魔物。ラムダの意思で自在に操る事もできる。通常の魔物よりも凶暴かつ強敵で、赤い光（暴星バリア）を纏う事であらゆる攻撃を無効化する事ができるため、普通の人間では倒すことが非常に困難。弱点はアスベルたちが持つ「光の力」で、「光の力」を含んだ攻撃を受けるとバリアが消滅する。
変異魔物（へんいモンスター）
暴星魔物がフォドラの核の影響を受けて更なる進化を遂げた形態。人間を排除するというフォドラの意思を受けているため、凄まじいスピードで進化を開始している。
パスカルとソフィのふたりかかりでも倒すことができなかったほどの強敵まで出現している。通常レベルの変異魔物ですら、ストラタ兵が手も足も出ず打ち倒されてしまった。ボス級変異魔物相手にはアスベルたちも劣勢に追い込まれたが、ラムダが力を貸したことで難を逃れた。
暴星バリアを張るタイプと、張らないタイプが存在する。変異魔物で暴星バリアを使用するのは、大体ボス級の相手となっている。
ヒューマノイド
フォドラで作られた人造人間。戦闘用と非戦闘用の2種類が存在する。姿は人間だが肉体は砂粒より細かい粒子で出来ており、再起不能になった場合は粒子となって消滅する。与えられた任務を独自で遂行する頭脳、破損した場合に自己再生を行なう能力を持ち、フォドラではもっとも理想的な最新兵器と言われていた。製造から1000年以上が経過しているため、現在では言語機能等が著しく損傷していたり、寿命を目前に控えた個体も多い。
プロトス1（プロトスヘイス）
ソフィの正式名称。1000年程前にフォドラが危険生命体であるラムダを倒す為の最終兵器として開発した、戦闘用ヒューマノイドの呼称。ラムダに耐性がある「デリス鋼」を中心とした粒子で構成されている。酷い損傷を受けた場合は、体を粒子化して自己の機能を休止させ肉体を再構成する「単粒子保全」を行い、自己再生を行なう。他の復元方法として、粒子化した状態で粒子を別の器に分割する「分滅保全」を行なえるが、この方法は「単粒子保全」に比べて再構成に時間がかからないものの、完全な再構成が難しく、一度行なえば二度と自己保全ができなくなる他、失敗すれば復元自体が不可能になるリスクが生じる。
作中で「分滅保全」の器となったのは、アスベル、ヒューバート、シェリアの三名。生まれつき病弱だったシェリアが7年前の事件以降に急に健康体になったのは、彼女の中に入ったソフィの粒子の影響を受けた為。器の中で再構成の準備をする際に器自体にも再構成をかける為、器もプロトス1と同じ「光の力」を使えるようになる。ラムダを完全に根絶させる為の「対消滅機能」が備わっているが、それを使うとプロトス1も消滅する。『未来への系譜編』では、リトルクイーンのサンプルを使って生み出されたことが判明した。

## 登場人物

### 主要人物
マリクとパスカル以外が幼少期を共に過ごした幼馴染で様々な事情から離れ離れになってた彼等が再び出会う場面から物語が始まる。なお、第5回人気投票で全員30位以内ランクイン。これは『テイルズ オブ ファンタジア』以来。
アスベル・ラント (Asbel Lhant)
声 - 櫻井孝宏（幼少期 - 甲斐田ゆき）
[幼少期] 11歳 / 身長145cm / 体重38kg
[青年期] 18歳 / 身長175cm / 体重65kg / クラス：剣士 / 一人称：俺（場面によっては私）
本作の主人公。ラント領領主アストンの長男。幼少時代は活発で勝気な性格で、仲間を引っ張るガキ大将的な存在だったが、その一方で父に対しては強い反抗心を抱き、将来は領主の後継よりも王国騎士団への入団を望んでいた。青年期はやんちゃぶりが薄れ、心優しく仲間想いな真面目で礼儀正しい少年へと成長を遂げている。
怒る姿をほとんど見せず、ヒューバートやシェリアらに押しが弱くなった面もあるが、幼少期と変わらずに頑固な一面も持つ。もう少しで念願の騎士になれるところだったが、再会したシェリアから父の訃報を聞かされ、ラントに帰郷後、故郷のために戦死した父の志に向き合い、学校を自主退学し領主を継ぐことを決意する。しかし突如現れたヒューバートから「捨てられた復讐」として勝負に敗北し、領主の座を奪われ放逐されてしまう。この戦闘はどうやっても勝つことはできず、ヒューバートが秘奥義を発動させると強制的に敗北となる。失意の中、ラントを追われる形でソフィと共に旅立ち、彼女の存在を支えに立ち直って行き、各地での様々な勢力との戦いに立ち向かうこととなる。
騎士団の実地訓練の際に目覚めた未知の力、「光の力」を持つ。7年前にソフィを目の前で失った事実は彼の心に深い傷を残しており、ソフィを守り抜くことを決意している。
恋愛に関してはかなり鈍感で、幼馴染であるシェリアからの好意に全く気付いていない。空気が読めないこともしばしば。記憶喪失のソフィと二人で旅をしていた時に彼女の面倒を見ていた為、ある程度の料理は作れる。好物は甘口のカレーだがシェリアからは子供っぽいと言われている。好きなことは掃除。
『未来への系譜編』ではラムダと共に生きることを決めたが、代わりに永遠を生きる孤独を恐れるソフィのことを不憫に思い、食い違いはあったものの亡き父のアストンが今でも自分の支えとなっているように、父親としてソフィの支えでいられるようにと親子の契りを結ぶ。またお見合いの話が持ち上がり、「結婚するならどんな女性がいいか」と考え、アスベル本人はこのころから急にシェリアを意識し始めているため断ろうとしている。『未来への系譜編』終了後、シェリアに正式に告白し、結ばれる。エピローグでは彼らの子供（あるいは子孫）と思しき少年とソフィが花畑で遊ぶシーンが描かれている。
所持武器はサーベルと刀。固有装具は剣のホルダー。戦闘スタイルは剣を鞘に収めた状態での体術を用いる「帯刀技」と抜刀状態から様々な剣技を用いる「抜刀術」。すべて技で構成されている主人公らしい前衛型。術防御以外のステータスが安定して高く、抜刀攻撃では様々な属性への有効特性を持ち、ソフィの力の恩恵から暴星へ有効特性も持つものも多い。他のキャラと違い、戦闘スタイルの移行に1モーション要するものの、移行時にそれぞれ恩恵を得られるなど扱い易い。
ソフィ / ソフィ・ラント (Sophie / Sophie Lhant)
声 - 花澤香菜
13歳（外見年齢。チャットでは「14歳？」と発言している） / 身長148cm / 体重39kg / クラス：光子格闘 / 一人称：わたし
本作のヒロイン。ラントの裏山の花畑の中心で眠っていた記憶喪失の少女。「ソフィ」という名前はアスベルたちが「クロソフィ」という花にちなんで付けた。
幼少時のアスベルたちと仲良くなり、意気投合するも、魔物（ラムダ）からアスベルたちを庇って消滅してしまった。しかし7年後にアスベルとシェリアから放たれた光がソフィとなり、7年前と同じ姿で現れた。感情に乏しいが、純粋で子供っぽい性格。好物はカニタマで、カニタマのことになると性格が変わる。
正式名称は、ラムダを倒す為に作られた戦闘用ヒューマノイド『プロトス1（ヘイス）』。7年前に重傷を負った際、同じく負傷したアスベルたちを救うために「分減保全」を行い、アスベル、ヒューバート、シェリアの中に粒子として宿っていた。7年かけて修復を終え、アスベルとシェリアの危機の際に彼らの中にあった粒子が放たれてソフィを再構成したが、その時はヒューバートに宿っていた分の粒子がまだ戻っていなかったため、当初は7年前の記憶が欠落していた。後にエメロードによって自分が生まれた理由を思い出し、アスベルたちを守る為に自身を犠牲にしてでもラムダを倒そうとする行動を取るようになり、彼女の身を案じるアスベルと意見が対立するようになる。
『未来への系譜編』ではアスベルの家で暮らしており、アストンの墓参りの時に分かりあうことなく父と永遠に別れることになったアスベルを見て、人の死というものに悩みを抱えるようになり、いつかは大切なアスベル達と別れ、限りない時を生きる自分は仲間が誰もいなくなった世界に取り残される未来に不安を抱いている。後にアスベルの計らいでラント家の子となって「ソフィ・ラント」という名前をもらい、今のアスベルの世界に賭ける想いを未来へ繋げて見守っていくという新しい目標ができ、不安がなくなった。
所持武器はリスレット。固有装具はアンクレット。戦闘スタイルは卓越した身のこなしで行う「格闘技」と光の力で繰り出す「光子術」、治癒を行う「再生術」を使用する。防御が高く、HPもそこそこのため、打たれ強い。前述の通りプロトス1である彼女は構造上、ラムダの体組織を持つ暴星魔物に有効特性をもつ技を大量に覚える。また、仲間の戦闘スタイルを真似た技も修得する。
ヒューバート・オズウェル (Hubert Ozwell)
声 - 水島大宙（幼少期 - 高橋美佳子）
[幼少期] 10歳 / 身長138cm / 体重34kg
[青年期] 17歳 / 身長171cm / 体重62kg / クラス：煇術剣士 / 一人称：ぼく
旧名はヒューバート・ラントでアスベルの弟。幼少時代は気が弱く大人しい性格で、いつもアスベルの後にくっついていた。また努力家な勤勉家で、幼い頃から非常に物知りだった。オズウェル家に養子に出された後は、見知らぬ土地にて苦労を重ねた中、持ち前の辛抱強さで出世を重ね、17歳という若さでストラタ軍少佐の地位に就いている。しかし、苦労したせいか幼少期とは打って変わった皮肉屋な性格となり強気な敬語で話すようになったが、兄アスベルとソフィには根本的に甘い。
戦隊ヒーローを好んでいることを隠したり、自分の戦闘スタイルを幼少期から好んでいた漫画を参考に作り出したりといった子供っぽい一面もある。女性の扱いはあまり得意ではない。金銭面を気にする描写もある。好物はオムライスだが恥ずかしいらしく、仲間には隠している。パスカルには「弟くん」と呼ばれており（終盤では名前で呼ばれることもある）、誤解が解けた後は彼女に好意を抱くようになり、不器用ながらもアピールをしているが気づかれない。
真面目で軍務に忠実な性格だが、養子に出されたことで家族に捨てられたと思うようになり、「兄が家を継ぐから自分は必要とされなかった」と結論付けていた。当初は兄アスベルや母親に対して冷たい態度で接していたが、アスベルの真っ直ぐな思いが次第に凝り固まった心を解していき、家族に向ける本来の愛情を取り戻していくこととなる。兄や幼馴染のシェリア、そしてソフィを大切に思い常にその身を案じている一方で、義父ガリードの教育により疑い深く隠し事をされるのを嫌うようになり、なかなか素性を明らかにしないマリクやパスカルに対しては不信感を募らせていたが、後に彼らとも打ち解け、特にパスカルに対しては上述のように好意を持つようになる。しかしその用心深さが幸いすることもあり、後述のエメロードについてはまったく信用しておらずマリクと相談しつつ警戒していた。アスベル同様に「光の力」を持ち、この力については彼なりに調査していた。
養父とは仲がよろしくないもののサブイベントでは大統領への謀反を企てる彼に「また父を失いたくない」と心情を吐露し改心させた。
『未来への系譜編』では暴星魔物第三対策本部の責任者に任命され、リチャードらとは打ち合わせで度々顔をあわせていた。またダヴィドの息女との縁談が持ち上がっているが、本人はパスカルに好意を抱いているため断るつもりでおり、それでいて断りきれない現状に頭を抱えている。
武器は両刃の剣（中央で分割すると双銃にもなる）。固有装具は眼鏡。戦闘スタイルは双剣の柄の部分を合わせた状態での近接攻撃を行う「両剣技」と双剣を銃に変形させて遠距離攻撃を行う「双銃術」。命中のステータスが非常に高く、装備の傾向から攻撃も高くなる。防御はやや低め。両剣、双銃ともに攻撃後のステップをしないと大きな隙を生んでしまうため、注意が必要となる。双銃術には非詠唱と詠唱の物があり、詠唱するタイプのものも時間が短い。またソフィと同じ力を持つ為、アスベル同様暴星属性に有効特性をもつ術技が多い。わずかだが、状態異常除去とHP回復の術も覚える。
シェリア・バーンズ (Cheria Barnes)
声 - 河原木志穂
[幼少期] 11歳 / 身長146cm / 体重39kg
[青年期] 18歳 / 身長160cm / 体重47kg / クラス：治療士 / 一人称：私
ラント家に仕える執事フレデリックの孫娘。アスベルとヒューバートの幼馴染で、昔からアスベルに恋心を抱いている。幼少期は気が強く活発だったものの、生まれつき病弱で少し無理をするだけでも発作を起こしており、医師からは「大人になることができない（成人する前に死ぬ）」と診断されていて、町のみんなから壊れ物扱いされていた。だが、ソフィが消滅した事件後に健康体となり、7年後にはアスベルたち同様に「光の力」に目覚め、使えるようになった治癒術で紛争で負傷した人々を助けている。
幼い頃から「しんっじられない!」が口癖。特技はピアノ。ヒューバートが指摘していたミニスカートの中にはスパッツを着用している。とあるイベント中ではアスベルが近づくとスカートの中が見えないようにしゃがんで隠す仕草を見せる。
心優しい性格でラント領内の評判は良く、奇跡の力で人々を救う天使と呼ばれていた。年相応に他人の恋愛話には強い関心を抱き食いついてくるが、自分の恋を指摘されたり茶化されると慌てふためいたり、場合によってはアスベルに当たったりしてしまい、マリクやパスカル、フレデリックには呆れられている。
家庭的で、旅の中ではほとんど彼女が食事を作っている。好物は焼き鳥丼で、彼女用のジョーク武器として焼き鳥(ゲーム中の表記は『○□○□－』で『焼き鳥ー』と読ませる）が登場するほどである。幽霊や怪談話が苦手。
ソフィの消滅後アスベルが自分を残し故郷から出て行ってしまったこと、アスベルが騎士学校在籍中に手紙の一つも出さなかったことから、アスベルと再会した当初はよそよそしい態度で口調も表情も暗く、彼に対してほとんど笑顔を見せることはなかったが、後に和解し、以降は以前の明るく積極的な自分として接するようになる。
ソフィのことは幼少期はライバルと思うこともあったが、今は大切な友人と思っており、時として自分よりも年上でありながら子供っぽいパスカルも含め、母のように面倒をみている。また、生まれつき病弱だったシェリアが健康体になったのは、7年前にソフィの粒子が彼女に宿った為である。
『未来への系譜編』終了後、アスベルに告白され正式に結ばれた。
武器はナイフ。固有装具はリボン。戦闘スタイルは袖に仕込んだナイフを投げて攻撃する「投剣技」と味方の治療や補助を得意とする「神聖術」。術防御が高く、攻撃が非常に低い。強力な回復や、ステータス強化、状態異常除去の術を大量に覚え、彼女にしかできないサポート法が非常に多い。ソフィの力を有することもあり、詠唱攻撃術は全て暴星属性に有効特性を持つ。
マリク・シザース (Malik Caesars)
声 - 東地宏樹
40歳 / 身長186cm / 体重76kg / クラス：投刃剣士 / 一人称：オレ
ウィンドルの騎士養成学校の教官で、アスベルの恩師。騎士団が新国王となったセルディク公に付いたことで、リチャードと行動を共にしていたアスベルたちと敵対するも敗れて捕虜となり、騎士団を解雇させられる。アスベルがリチャードを説得したおかげで処刑を免れたことから、命を救われた借りを返す為に同行するようになった。
基本的には真面目で非の打ち所が無く、紳士的で女性にモテる。しかし堅物ではなく時として大人のジョークを交わすことがあり、ソフィが世間知らずである事をいいことに変なことを色々吹き込んだり、シェリアの恋を面白半分で応援していたり、アスベルが学生だった時には成績をサイコロで決めたりしていた。酒好きで自身もカクテルを作るのが上手く、酒場でバーテンダーの代理を務めたり、パスカルの要望で宿の酒を使って作ることもある。好物は鯛茶漬け。パーティ内での呼称は主に「教官」。実は高所恐怖症で、鼻で笑う癖がある。年長者らしくパーティへの配慮や冷静な判断をする。高い実力者としてたびたび描かれており、敵の襲撃に真っ先に気づく、敵として登場した際はアスベルたち作戦を読んで待ち伏せする、エメロードに不審を抱き監視する、など。ウィンドルに行く前はストラタで傭兵をしていた時期もあり、各国の世俗にかなり詳しく、暑さにも寒さにも比較的強い。そのため各国の情勢や特徴などが彼の口からたびたび語られる。
実はフェンデル出身の元軍人。20年程前に同じ軍人で親友だったカーツと共に、貧困に苦しめられている民衆を救おうとした若い将校の集まりである「改革運動」に所属していた。しかし、思いを寄せていた女性ロベリアの死を目の当たりにしたことで意気消沈し、そのまま改革運動から離れていった。放浪の末にウィンドルの騎士団に身を置いていた。その独特な戦闘スタイルと、ウィンドルの出身ではないらしいということからヒューバートから警戒されていたが、過去を明かした後は信頼を受けるようになる。
『未来への系譜編』ではフェンデル代表として、度々リチャードらと会合していた。またパスカルと通信手段としての小型機械を持っている。本編でも見せた冗談のキレは衰えていないが、アスベルやシェリア、またヒューバートに恋のアドバイスをするなど中々のキラーアシストをしている。
武器はブーメランのような形の曲刀。固有装具は香水。戦闘スタイルは曲刀をブーメランのように投擲して自在に操る「操刃技」と様々な属性を持った煇術を行使する「攻撃術」。HPは高いがそれ以外は標準的な術士タイプで、術攻撃が高く、二つの戦闘スタイル故に遠距離戦が非常に得意。しかし、そのスタイルとスキルを多く習得するまで防御が伸びないという点から、屈強な外観に反して近距離戦を得意としない。非常に多彩な属性攻撃術を所持するが、終盤になるまで暴星魔物に有効な「光の力」を持っていなかった為、暴星属性に有効特性を持つ術が極端に少ない。
パスカル (Pascal)
声 - 植田佳奈
22歳 / 身長155cm / 体重45kg / クラス：法陣士 / 一人称：あたし
フェンデル出身のアンマルチア族の技術者の女性。パーティの女性の中では最年長だが、見た目だけではなく言動も幼いため年下のシェリアが保護者のようになっている。アンマルチア族の遺跡でソフィの映像を見た影響でソフィに興味津々で、スキンシップを試みては毎回警戒されている。
明るく人懐っこい性格で、パーティのムードメーカー兼科学者的存在。技術者としてはまさしく天才だが、作業の際は具体的な内容解説をあまり行わず、擬音を口にしながら行なう癖がある。かなりいい加減でマイペースな言動から、初対面の相手から疑惑を受けたり周囲に誤解を与えてしまうこともしばしば。異性に対する関心は薄いが極端に鈍いわけではないようで、マリク同様シェリアの恋を面白半分で応援している。明るい性格からほとんど泣いたことがない。
好物はバナナやバナナパイで、研究に集中してくるとバナナしか食べなくなる他、風呂もろくに入らなくなる。体臭を嗅ぐことによって入らなくなってから何日目かわかるらしい。最近は背がなかなか伸びない事が少し悩みだが、別に落ち込んではいない。
かつては故郷で火属性の煇石から原素を抽出する研究を行っていたが、危険性を認識したため途中で放棄。3年前からアンマルチア族のルーツを探るために故郷を出て、世界各地を放浪していた。しかし彼女が放棄した筈の研究は、危険性が認知されないまま姉のフーリエを通じてフェンデル軍に流れてしまい、後にフェンデル崩壊を招きかねない危険な実験へと繋がってしまった。科学者として姉より優れた妹だったためフーリエの自尊心を傷つけてしまっているが、パスカル自身は姉を慕う良き妹である。とあるダンジョンを探索中に彼女を先頭にして開かない扉を調べると「ロックでガガーン！」と発言する。
『未来への系譜編』でもその明るさと頭脳でアスベル達を助ける。ヒューバートの縁談話を聞いたときは応援するといったものの、その後で普段しないようなミスをしているなど、多少意識していた模様。また、アンソロジードラマCDではヒューバートとマーレンの関係を聞いて動揺したり、ヒューバートにやや冷たい態度を見せるなど、少なからず異性として気にしていることがうかがえる。
武器は銃杖。固有装具はマフラー。戦闘スタイルは杖の柄に仕込んだ銃からの遠距離攻撃「長銃技」と周囲の敵味方に影響を与える煇術を行使する「法陣術」。攻撃、術攻撃、防御、回避が大きく伸びるがHP、術防御、命中が非常に低いという極端な成長をする。技が遠距離、術が近距離という他のキャラとは逆のスタイルで、鋼体を付加する固有装備が敵の近くでの詠唱を助けることになる。マリク同様に「光の力」を持っていなかった為、暴星属性に有効特性を持つ術技が極端に少ない。秘奥義はサブイベントで習得という特殊仕様。Lv1～Lv3は原素に宿る煇石の化身との契約、Lv4（『未来への系譜編』で追加）ではメカアスベルを作るサブイベントとなっている。
リチャード (Richard)
声 - 浪川大輔（幼少期 - 三瓶由布子）
[幼少期] 12歳 / 身長152cm / 体重45kg
[青年期] 19歳 / 身長178cm / 体重67kg / クラス：細剣士 / 一人称：僕
ウィンドルの王子。幼少期にラント領を訪れた際にアスベル達と出会う。王位を巡る宮廷内の争いを目の当たりにしてきた為、他人に対して不信を抱くようになっていたが、王子という立場に関係なく自分と接し、更に暗殺者の襲撃から救ってくれたアスベルとソフィに感謝し、彼らと友情を深め親友となる。後に王都に遊びに来たアスベル達4人に、夜に聖堂から城に通じる隠し通路を通って城を案内する約束をするが、約束の時間になっても現れないリチャードに痺れを切らしたアスベルがヒューバートたちを無理矢理引っ張り隠し通路を進んだところ、通路の中で倒れていたリチャードを発見。直後にアスベルたちは魔物に襲われ、彼らを庇ったソフィは消滅し、アスベルたちは気を失ったまま救出され、彼らとはそれきりとなった。
7年後には叔父のセルディク公によるクーデターで王都を追われ、再会したアスベルたち、そしてデール公が指揮を執る援軍の協力を得て、王位奪還のために軍を挙げた。争いを好まない穏やかな性格だったが、敵に殺されかけたことをきっかけに徐々に冷酷な性格となっていき、アスベルと距離が生まれていく。ウィンドルの国王となった頃から禍々しいオーラを身に纏うようになり、王座就任直後に事実上ストラタ軍の支配下にあったラントを強襲したこと、そしてソフィを手にかけようとしたことでアスベルと本格的に袂を分かつこととなった。このため加入時期は青年期序盤のみだが、エンディング後の追加シナリオが実装されたPS3版では正式に仲間として加入する。
実は7年前の事件の時にラムダに憑依されており、常に命を狙われていたリチャードの負の感情が、同じような境遇を辿ってきたラムダの感情と同化しつつあったが、本人はラムダの存在に気づいてはいなかった。ラムダに誘われるままに暴走し、アスベル達と敵対しながらも心ではアスベルとソフィを友人であると思い苦しんでいたが、ラムダの力には抗えず同調したラムダと「分かり合えている」と錯覚し、結局ラムダと共にある道を選択してしまう。エフィネアの「星の核」での戦闘後、ようやく自意識を取り戻す。その際にアスベルたちに自分諸共ラムダを倒すよう懇願したが、ラムダはそれを拒み彼から分離し、元の穏健な性格に戻った。ED後は世界に大打撃を与えてしまった罪滅ぼしとして自ら進んで暴星魔物の討伐隊を率いている。
『未来への系譜編』では新衣装を携えて本格的にパーティに加入。マリク以上にお茶目な部分を見せ、アスベルとヒューバートの恋路を度々茶化している。また、ヒューバートと同じく劇画や物語などが大好きらしく度々彼と意気投合している。上記の通り世界に大打撃を与えてしまった事に対し未だ罪の意識は薄れていないが、自ら魔物討伐に当たる姿のおかげで各国の統率者並みかそれ以上の人気を誇っている。その人気ぶりは彼をモチーフにしたキーホルダー類やお菓子類の販売が計画されるほど。バロニアの貴族から縁談の話が大量に来るなど女性人気も非常に高い。
攻略本等では毒を盛られた経験からか好きな食べ物はないとされていたが、味噌汁の中を泳ぐ夢を見たり納豆トーストを気に入るなど庶民的な舌を持っている。
固有装具はマント。戦闘スタイルはレイピアでの素早い攻撃を行う「細剣技」と人型の敵に威力を発揮する煇術を主に行使する「威圧術」。攻撃が非常に高く、他も全体的に高水準で使いやすい。前述の通り人型に有効特性を持つ術技を大量に覚える。また、パーティキャラクターで唯一暴星属性に有効特性を持つ術技を覚えない（そもそもパーティ参入期間の都合上、暴星魔物と戦うことがない）が、追加シナリオが実装されたPS3版では暴星特性のある術技を習得するようになった。

### ウィンドル
アストン・ラント
声 - 幹本雄之
アスベルとヒューバートの父親で、ラントの領主。一見すると冷たい性格で、特に反抗的だったアスベルに対しては厳しかったが、内心では家族を大切に思っており、アスベル同様に正義感が強く不正を嫌う。妻のケリーによればラントのために悩みつつ、その不安を人前に見せなかった不器用な人物であったという。
過去、セルディク大公から協力を要請され、ラントを入り口にストラタを迎え入れるように言われたが拒否。以後、セルディクによってラントへの物資不通や政治的にも嫌がらせを受けることとなるが、アストンは全て承知した上で己の信念を貫いた。そのためラント交易の監査官からは「ヒーロー」として崇められている。
正当な次期領主だった兄のアドルフがいたが、父親が自分の意向に従わなかったアドルフを次期領主から下ろしたことで、アストンと領主の座を巡って争い敗北。ラントを追われたアドルフは失意の内に亡くなり、兄を死に追いやった事を深く後悔し続けていた。そのような過去故に、長男であるアスベルを次期領主にすることにこだわり、ヒューバートを養子に出したのは彼がオズウェルの下で文武両道の教育を受けて、多くの可能性を持った将来を開けるようにとの配慮だったが、結果としてヒューバートに「捨てられた」と誤解を抱かせてしまい、アスベルも弟を勝手に養子に出されたことで憤慨し、ラントを飛び出して騎士学校へと入学してしまった。だが、アストンは「いかなる困難があっても息子ふたりなら力をあわせて乗り越えられるはずだ」とも信じていた。7年後にフェンデルとの国境紛争で重傷を負い、息子たちと分かり合うことなく亡くなる。46歳没。
ケリーの計らいから上記の事実を知ったヒューバートは、もう憎むことができなくなってしまったとどこか悲しそうなつぶやきを漏らしている。
ゲームクリア前のアスベルの最強武器「原素の剣エクスカリバー」は、20年前、前国王の側に立って前線で戦ったことで王家により授けられたものだが、鞘を引き抜くための鍵となる指輪は返上している。「間違ってもこの剣で国王に刃を向けないように」と己を戒め、必要な時だけ使用するためにである。エクスカリバーはサブイベントで後にアスベルへと受け継がれる。
ケリー・ラント
声 - 竹口安芸子
アスベルとヒューバートの母親。バロニアの貴族の令嬢だった。やんちゃなアスベルを咎めつつも、いつも息子たちを温かく見守っている。アストン亡き後は、アストンの真意を知らないヒューバートにつらく当たられるも、夫の日記を見せたことで和解する。
『未来への系譜編』では、彼女とアストンが恋に落ちるまでの話を見ることができる。アスベルが正式に領主として赴任した後は、世継ぎのことを考えて毎日のように結婚話を持ち込んでおり、ヒューバートとの文通もその話題ばかりとなっている。結果的に結婚を急かすことが、アスベルの恋愛対象を自覚させるに至った。エンディングでもヒューバートに母親も喜ぶだろうと時折ラントに戻るようにとアスベルが発言したためエンディング後も生存してる可能性があると思われる。
フレデリック・バーンズ
声 - 松岡文雄
64歳。シェリアの祖父で、ラント家の執事。両親を早くに亡くし、兄弟もいないシェリアの唯一の肉親。ぎっくり腰を患っていたが、シェリアの「光の力」によって治療される。クリア後に赴ける隠しダンジョン「ゾーオンケイジ」で戦うことができる。
ヒューバートからは、それだけの実力がありながらなぜアストンを救えなかったのか、と疑問に思われるほどの実力を見せた。しかしながら、この力はアストン亡き後に修行して身につけたものであり、「この老いぼれの目の前で誰も死なせないように」と願って、過酷な修行の末体得したとのことであった。使用する技の数々はアスベルとヒューバートに似通っている。
秘奥義は、亡き先代領主アストンが現れ、対象となる相手をフレデリックと交差するようにステッキで攻撃する「メニアルボンバー」。
バリー
声 - 中村大樹
25歳。ラント領の兵士。ラントを守りたいと思う気持ちは人一倍強く、積極的に前線に立っている。シェリアに好意を抱いており、全てが終わったら救護隊のリーダーになって欲しいと告白している。しかし、シェリアはラントだけではなく世界中を回って人々の役に立ちたいと願っていたので、断られてしまう。
領主の長男でありながら、いつも肝心な時にいなかったアスベルに対して次第に不審感が募っていき、突き放したような態度を取るようになる。だがストーリー終盤、暴星魔物にラントを襲撃された際、かけつけたアスベルに庇われたことで誤解は解け、彼への信頼を取り戻す。また、アスベルたちがシャトルでフォドラに向かう時に襲撃を仕掛けてきた暴星魔物を仲間を率いて駆けつけ、食い止めた。
サブイベントでは振られた事に落胆していた。また、その際アスベルがシェリアの思い人と知り相手が悪く敵わないとあきらめムードとなっていた。
ドラマCDではシェリアの事が絡む度にレイモンに振り回されている。
セルディク
声 - 平野正人
50歳。大公で、先王ファーディナンド4世の弟。王位を奪う為に兄や甥のリチャードに毒を盛っていた。長年かけてふたりの毒殺を謀っていたが、なかなか息の根が止まらないことに業を煮やし、騎士団の一隊を味方に引き込んでクーデターを起こす。その際に王座で兄を騎士に処刑させ、国王の地位を手に入れるものの、城に侵入してきたアスベルたちに敗れる。その後リチャードに殺されたと思われたが、某所で復活する。アストンも自陣に引き入れようとしていたが断られており、その報復としてラントへの物資不通やアストンに対する政治的な束縛を行った。
卑劣な男だが、剣の実力は相当なもの。これに関してはリチャードも認めていた。炎と雷、更には冷気や衝撃波を用いた必殺技を得意としている。秘奥義は猛烈な炎を発生させ、二連撃を見舞う「魔王爆焔破」。
ビアス
声 - 坂口候一
リチャードの幼少期の家庭教師で、名家出身の騎士。貴族の長男として騎士団の一員になるも、セルディクに加担してリチャード暗殺を決行、失敗したことで破滅の一途を辿る。非常に嫌味な性格。セルディク派の人間で、護衛のもとから離れたリチャードを暗殺しようとするも、11歳のアスベルとソフィに敗れ、その後は王都へ護送された。名家の長子であった自分が落ちぶれたという現実が受け入れられず、7年後では精神が狂った廃人となっている。それでも同じくセルディクに加担して行き場をなくした騎士たちを「バカども」と見下し「オレは違う！」と思い込んでいる。貴族としての地位に未練があったのか、貴族のみに携帯を許された勲章を盗み出して、自分のだと偽って見せびらかしてくる。7年後に再戦でき、敗北したことで完全に精神の均衡が崩れ、自身を「陛下」と呼んで延々独り言を続けるようになってしまう。
戦闘方法は両手につけた爪（ビアスクロー）を主体とした格闘技を用いる。固有名詞の敵キャラで唯一通常ボス戦のBGMが流れ、秘奥義がないキャラクターでもある。
ヴィクトリア
声 - 柚木涼香
騎士団員兼騎士学校の教官。マリク同様アスベルの師と呼べる女性。金髪ポニーテールにメガネという容貌。マリクの元教え子で、アスベルが騎士学校に入った時はまだ学生。7年前では騎士学校の前でその姿を確認出来る。やや男勝りな口調で、厳しい性格。
マリク同様にセルディク派に加担し、親衛隊の一員となって城内の警護に当たっていた。騎士団の任務で王位奪還の為に城に侵入したアスベルたちと戦い、敗北したが、その後は奇跡的に騎士学校の教官職に復帰できた。マリクに好意を抱いているが、本人はそれを隠そうと必死になっている。また、厳しい態度を見せながらもアスベルを「教え子」と意識しており、彼を思いやっている態度を見せている。
『未来への系譜編』では外交官として世界中を駆けずり回っている。イベントとエンディングの一枚絵ではマリクと共に水着姿を披露する。更にライオットピークの選手として水着姿で登場する。序盤に戦った時よりも強くなっている。
槍を用いた技を得意としており、そのいくつかはアスベルと似通っている。秘奥義は岩盤を切り取って放り投げ、相手を切り刻んだ後に落石で押しつぶす「メテオクラッシュ」。
デール
声 - 矢田耕司
グレルサイドを統治する公爵。王家とは遠縁だが前国王とは父親の代から親交が深く、リチャードのことは彼が幼少の頃から可愛がっていたらしい。デールの父親がリチャードの父を救ったことで、深い交流を築き始めた模様。
前国王やリチャードに心から忠誠を誓っており、王都を追われたリチャードが真っ先に彼を当てにグレルサイドを目指した事から、リチャードからも絶対的な信頼を得ている。クーデターに備えて軍を組織しており、リチャードたちと共に挙兵する。リチャードが行方不明になった後も彼の身を案じており、リチャードの代わりに国内の安定に尽力しすぎた事と、ラムダによるリチャードの暴走に心を痛めた結果、体調を崩している。
リチャードが復帰した後も彼のよき臣下として補佐を続けている。またアスベルをラント領主と認め、以前よりも好意的な態度で接するようになる。

### ストラタ
ダヴィド・パラディ
声 - 石塚運昇
ストラタ大統領。アスベルたちの旅の道中、自らの正体を隠して出会っている。常に国の事を思っており、何か問題が起きた場合は自ら現地に赴くなど行動力に溢れており、国民から絶大な信頼を得ている。アスベルたちに対しては好意的だが、一方で政治に私情は挟まないというポリシーも持つ。一番嫌いな国事は選挙で、執務室のボードには選挙戦の対策メモが貼ってある。
未来への系譜編では、ヒューバートと自分の娘を結婚させようとオズウェル家に縁談を持ち込んでいる。ガリードもダヴィドも乗り気だが、当のヒューバートは片思い相手が居るので断る姿勢を見せようとしているが、立場上なかなか言い出せないでいる。
レイモン・オズウェル
声 - 優希比呂
25歳。ヒューバートの副官で義従兄。普段は礼儀正しいが、オズウェル家の血筋を引かず、ラント政策について本家の意向を無視するような行動を取るヒューバートの事を快く思っていない。よって自分のほうが「オズウェル家に尽くしている」と考えている。
ヒューバートが自身の召喚命令の撤回に関する親書をアスベルに託した事を知り、シェリアを人質に取って親書を奪おうとするもヒューバートに知られ、早まって自殺未遂をする。後に救出されたシェリアが怪我を治してくれた事で改心し、シェリアに好意を抱くようになる。
最終決戦前夜のイベントでバリーと話していたシェリアの前に現れ、跪いた姿勢で「私とストラタで豪邸を立てて、一緒に暮らしましょう」とプロポーズをした。その後、バリーの恋心を見破っていたレイモンは、彼に対して「今度はあなたの番ですよ」と公平な態度を見せた。結果は惜しくも、ふたりそろって振られることとなってしまい、レイモンは肩を落として終始うつむいたままであった（後日登場した時は元通りになっていた）。
『未来への系譜編』ではシェリアの救護団が活動するための資金を援助している。そのため、視察の名目で度々彼女を訪ねているが無論それは自らの恋路のためである（アスベルには「なんていい人なんだ！」と資金援助のことを感動されていた）。
サブイベントでは振られた事に落胆していた。また、その際バリーとは違いアスベルがシェリアの思い人と知るや否や消そうとするなど、手段を選ばない様子も見られた（マリクの介入でそれは阻止された）。
本編の後日談にあたるドラマCDでも相変わらずシェリアを狙っており、あの手この手でシェリアを振り向かせようとするが、時としてそれが厄災になることも。また、よくバリーを巻き込んでもいる。
ガリード・オズウェル
声 - 金尾哲夫
ヒューバートの養父。実業家で、国内でのオズウェル家の立場は高い。以前からラントと手に入れる為に色々と策を張り巡らせていたらしく、ラントの件でセルディク公と秘密同盟を結ぶことに成功した。しかし紛争を長期化させる事でラント統治を容易にする為に、ラント周辺地域への侵攻を無断で指示していた事から大統領の信頼を失い、ラント政策から手を引くように命令された。
ヒューバートを養子として引き取りたいとアストンに申し出たのも、ラントとの繋がりを持ち支配権を獲得する狙いもあったが、現在ヒューバートとはラント政策を巡って対立している。しかし、厳しいながらもヒューバートに対する期待と愛情はあったようで、ヒューバートを引き取る時にアストンに提示された条件（文武両道の教育を与える事や、政治の道具として利用しないことなど）を承認していたり、幼いヒューバートをオズウェル家の宝物庫に連れて行った事もあった（回想で怯えるヒューバートに優しく接し、なだめている描写がある）。ヒューバートもオズウェルを悪人と断言しつつも、自分を育ててくれた養父として尊敬している。
ラント政策から手を引かされた後は、ダヴィド大統領を「独裁者」と呼び、同志を集めてクーデターを起こそうとした。しかし、それをヒューバートたちに聞かれたため妨害を受けてしまう。始めは邪魔なヒューバートをも殺そうとしたが、返り討ちにあった後は悲鳴を上げながら「オズウェルの地位、財産、全てをやるから見逃してくれ！」と頭を下げた。その後、ヒューバートから「父を二人も失いたくない」という言葉を聞いてガリードは自身の行いを恥じた。このイベントを見ない場合は、大統領の陰口を言うだけでクーデターは行わない。
『未来への系譜編』では塞ぎ込んでいたものの、色々あって表面上だけでもダヴィドと仲良くしている模様。その末持ち上がった縁談を利用して政界に復帰しようとするなど、黒い部分は根強い模様。ヒューバートと大統領の娘の縁談を支持する姿勢を見せている。
マーレン
宝石練磨職人の女性。元ストラタ軍でヒューバートの同僚。ヒューバートに好意を抱いており彼からもらった練磨道具を大事にしている。

### フェンデル
カーツ・ベッセル
声 - 石野竜三
40歳。軍の技術将校で、マリクのかつての友人。揺るぎない信念の持ち主で、かつてはマリクと共に改革運動のリーダーとなって活動していたが、改革運動が鎮静化されていきマリクが国外へ逃亡した後も軍に残り続けていた。資源が乏しいせいで貧しい生活を強いられている国民を救いたいと思う気持ちは今でも強く、その打開策として火の大煇石を制御してその原素を利用する事に希望を見出し、フーリエから提供された技術を応用して研究を重ね、近々大煇石を制御するための実験を行なう計画を立てていた。
再会したマリクや、研究の発案者であるパスカルが実験の危険性を訴えるも聞く耳を持たず、アスベルたちの妨害が入りながらも実験を行なう。だが研究が不完全だった為、出力を上げた途端に装置の中の原素が爆発しそうになってしまい、フェンデル崩壊を阻止するために装置のパイプを破壊するも、その反動で瀕死に陥る。死に際にマリクとパスカルに研究の完成とフェンデルの未来を託した。終盤のサブイベントでは、マリク同様にロベリアに好意を抱いていたようで、氷山遺跡の奥に彼女の墓標を立てていることが判明する。
武器は銃を仕込んだ二振りの槍。攻撃範囲が広く、アラウンドステップでも回り込めない攻撃範囲で相手を圧倒する強敵。一行と初めて会う際は室内に潜んでいたアスベルとマリクに気づき、先手を打ってアスベルに刃を向け無力化している（マリクだけはカーツの一撃を防いでいた）。
秘奥義は二本の槍を対象に突き刺した後、銃撃して打ち上げる「悪魔銃槍（デモンガンス）」。
オイゲン
声 - 金尾哲夫
フェンデル軍総統。カーツ同様に火の大煇石から原素を抽出する実験に力を注いでいる。アンマルチア族とフェンデルは、彼の代から交流が行われるようになってきたという。アンマルチア族の長には頭が上がらない。
世界の危機に際し、アンマルチア族の長から半ば脅しのような形で他国との協力を要請され、ストラタ大統領に親書を送る事となった。その後は政府塔を訪れたマリクをひそかに激励するなど、比較的柔軟な態度を取るようになる。サブイベントでは、改革運動の残党である反政府グループと対話の道を選択する事を公表した。
『未来への系譜編』では、反政府グループの刺客にして娘と酷似したユリーシアに暗殺されそうになるが、マリクによって命を救われる。その際にはユリーシアの容姿に気づいて「貴様を見ていると娘に責められている気分になる」と胸中を告白した。今まで独裁的な政治を行っていたが、この一件で「民衆と協力することも必要なのかもしれんな」と考えるようになる。
フーリエ
声 - 大黒優美子
23歳。パスカルの姉。幼さが残る妹とは逆で容姿は大人びている。研究以外ではてんで駄目なパスカルの面倒を見ながら研究をしていた努力家で、現在はフェンデル軍の研究所で働いている。専門は生物に関する実験で、その過程で生まれた魔物・ヴェーレスを使役している。パスカルは姉を純粋に慕っているが、フーリエは優秀過ぎる妹に劣等感を抱いていた。それでも研究以外には無頓着な妹から目を離すことができない。
パスカルが放棄した火の煇石から原素を抽出する研究を無断で引き継いでいたが、後にパスカルに研究を放棄した理由と危険性を指摘された事で今まで抱いていた感情が爆発し、妹との間に微妙な溝が生まれてしまった。しかし後に冷静になって、研究が未完成だった事とパスカルの指摘が正しかった事を認識し、和解できる時を待ち望んでいる。一行がフォドラに向かう時は、ヴェーレス3体を率いて、一行の進路を塞ぐ暴星魔物の群れとの戦いを繰り広げた。
『未来への系譜編』の終盤ではパスカルとヒューバートの恋路を悟った様子で彼にパスカルを「お風呂に入れてあげて」と押し付けていた。
クリア後に行ける隠しダンジョン「ゾーオンケイジ」で戦うことになるが、戦闘スタイルはパスカルとほぼ同じ。ただし陣術は殆ど使用せず、プロト・ヴェーレスの援護に回る形で銃杖による遠隔攻撃を用いる。パスカルの使用するA技を多用するが、CC4の技を初段から使用するため発動のさせ方は異なる。
秘奥義はパスカルと共通している「シアンディーム・エクシード」。秘奥義時の台詞もパスカルと同様。
ポアソン
声 - 木下鈴奈
11歳。アンマルチア族の次期長で、現長ガウスの孫娘。真面目な性格で、パスカルやフーリエを「姉様」と呼び慕っているが、パスカルやフーリエと血縁関係はない（パスカル自身「長になるには血縁者であることが条件」と話しており、自分にはそれがないから安心して研究の旅が続けられると言っている）。
一人称は「うち」。パスカル曰く長は自由に研究はできないが、シャトルの発射操作をパスカルの手本を見ただけでできることから、一族の者らしくある程度の技術力もあると見られる。PS3版では、『未来への系譜編』のライオットピーク最上階で闘うことができる。
巨大なハンマーで相手を押しつぶすメガトンハンマーや、玩具のハンマーを投げつけるピコハン、無数の小さな玩具のハンマーを投げつけるピコピコハンマーなどを技として使用する。また、HPが減ると凍結効果のあるコチコチハンマーや周囲にハンマーの雨を降らせるピコレインを使用してくる。極端に高い物理攻撃力を持ち、通常攻撃ですら直撃すると一撃で瀕死になる程。
秘奥義は巨大なハンマーを持って大回転し、敵を打ちのめしてから跳躍と共に超巨大なハンマーで叩き潰す「テラントハンマー」。
フェルマー
声 - 那須めぐみ
フェンデル軍の技術省で働くアンマルチア族の研究者。パスカルとは顔馴染み。後に付き合っていた人と結婚し、退職する。
『未来への系譜編』では、出産を前に母親になる自分に不安を抱えていたが、夫のセーガン共々ソフィの問いかけに自分で答えを出し、女の子を出産。ソフィから名前をもらって「ソフィア」と名付けた。
ガウス
声 - 斉藤貴美子
アンマルチア族の長でポアソンの祖母。好きな爺さんに言葉が訛っていることを指摘され、現在は基本的にポアソンを通して会話をする。
ロベリア
オイゲン総統の娘である軍人で、マリクとカーツの友人。20年ほど前にマリクやカーツと共に改革運動に参加しており、総統の娘である事を生かして改革運動に貢献していた。マリクに好意を抱いていたが、彼女を危険な目に遭わせたくなかったマリクに自身を疑うような事を言われてしまい、心に深い傷を負いながら彼のもとを去った。それでも改革運動を成功させるために単身で活動していたが、兵士に見つかってオイゲンの娘である事を知られぬまま撃たれてしまい、後から駆けつけてきたマリクに看取られながら亡くなった。彼女の死はマリクの心に大きな傷を残し、その後の国外への亡命に繋がっている。彼女の遺体はマリクが国外へ亡命した後、カーツによって大煇石の側に埋葬された。
セーガン
声 - 岸尾だいすけ
『未来への系譜編』での追加キャラクター。フェルマーとの間に子供ができたことがわかって結婚を決め、父親になる覚悟ができていない自分に不安になっていたが、自分より辛いのはフェルマー自身だと痛感し覚悟を決めた。
ユリーシア
『未来への系譜編』での追加キャラクター。反政府グループの一員で、かつてマリクが愛した女性ロベリアと酷似した容姿を持つ。そのことを組織の上層部に目を付けられ、マリクを再び引き入れるための駒として利用される。総統暗殺を決行するが寸でのところでマリクに引き止められ、説得の末に改心した。

### フォドラ
エメロード
声 - 平田絵里子
フォドラのアンマルチアの女性（この場合のアンマルチアはフォドラの技術者集団の呼称で、彼女自身はエフィネアのアンマルチア族と血縁関係ではない）。フォドラが滅びる前に自らを封印し、精神を自分そっくりのヒューマノイドに移し、1000年以上の眠りについていた。ある事情でフォドラを訪れてきたアスベルたちの前で目覚め、彼らに協力する。
師匠であるコーネルに好意を寄せていたが、エメロードは研究中の事故で一生を車椅子で過ごすこととなる怪我を負ってしまう。結果、コーネルは彼女の好意を知りながらも自責の念から受けることはできず、ラムダに構うようになった。エメロードはそれを「自分を遠ざけようとしている」と誤解・嫉妬し、いつでもラムダを排除できるようにプロトス1を開発するに至った。一見物静かで温厚だが、研究者として合理的かつ冷酷な性格で、ソフィをラムダを倒すための兵器としか見ていない。特に疑り深いヒューバートとマリクからは、当初から信用されていなかった。
後にアスベルたちと共にラムダを討つ為にエフィネアに行くが、ラムダの進化を目の当たりにした彼女は、ラムダとラムダが吸収したエフィネアの星の核を用いてフォドラに新しい生態系を作り、自身がその頂点に立つ事を企み始める。終盤では本性を表してアスベルたちを裏切ってラムダを体内に取り込んだ。エフィネアを犠牲にフォドラ復活を目論んだ為にアスベル達と交戦して敗北するも、直後にラムダの力でダメージが無効化され全快。しかし、勝利を確信した瞬間に活力を取り戻したラムダが拒絶反応を引き起こした事で肉体が崩壊して醜く破裂して死亡した。
某所で、彼女の残留思念が宿った別のヒューマノイドと戦闘することが出来る。言葉遣いや攻撃方法はオリジナルと同じだが、性格はかなり異なる。
戦闘方法は、赤と黒の入り混じった波動を武器に遠隔攻撃を用いる。弾丸のように発射したり、拡散するように放ったり、落雷や雨のように降り注がせて攻撃する。接近戦用の技は持っていないが、短距離のテレポートで逃げられてしまったり、波動をバリアのように展開して近づくものを弾き飛ばしてしまうという特性を持つ。ソフィとは戦闘時の台詞が似通っており、またパスカルと同じくアンマルチア族のため彼女の用いる術を強化したような術を用いる。
サイ
非戦闘用のヒューマノイド。フォドラが滅びた後もずっと街を守り続けてきた。喋る事はないがわりと人懐っこく、エメロードの命令を理解したり、他のヒューマノイドたちを率いて破損品の修理を行なう等、優れた頭脳は未だに健在。ソフィによってエメロードとは「もう会えない」と告げられ、その意味を理解した様子を見せた。
コーネル
声 - 阪脩
エメロードの師匠で、ヒューマノイド研究の第一人者。星の核から発見されたラムダの研究の責任者でもある。当初は研究の一環としてラムダを人間のように育てていたが、しだいに我が子のように愛情を注ぐようになり、ラムダが人間として生き、やがて星の核として世界を守ってくれることを望んでいた。しかし、ラムダが危険視された状況下でもラムダを庇い続けたため、上層部の命令を受けたエメロードに監禁されてしまい、エメロードと対立するようになった。エメロードからの好意に気付いていたが、研究中の事故で彼女に怪我をさせてしまったことで深い自責の念を抱いており、「彼女の気持ちに答えることは許されない」と己を戒めていた。このことからエメロードに「怪我をしたから遠ざけられるようになった」と誤解を抱かせてしまい、激しい嫉妬と憎悪を生み出させてしまった。
後に監禁場所から逃げ出し、破棄されながらも生き延びていたラムダをシャトルの前で見つける。しかし直後にエメロードに見つかり、ラムダと共にシャトルの中に逃げるも、エメロードが率いてきたヒューマノイドに撃たれ、最期の力でシャトルをエフィネアへと発進させて亡くなった。ラムダに最期に望んだ「生きろ」という願いは、その後のラムダの生きる糧となっている。
ラムダ
声 - 中原茂
本作のラストボス。アンマルチア族の遺跡に名前が刻まれている謎の存在。かつて1000年前にフォドラが星の核を研究する過程で偶然発見された生命体。体組織から魔物を生み出したり、他者に寄生する能力があり、ラムダを体内に取り込んだ者は左目に元々の色に赤が混じった色になる。発見された後はヒューマノイドの体に宿り、コーネルの愛情を受けながら人間らしく育っていったが、その能力故に周囲から危険視されていた。
エメロードに破棄されかかったが辛うじて生き延び、コーネルが起動させたシャトルに乗ってエフィネアへ逃げるも、魔物の姿だった為に人々から迫害され、更にフォドラから送られてきたプロトス1（ソフィ）の追撃に遭う。そのためコーネルが最期に残した「生きろ」という願いを果たしたいと思いながらも、自身の存在を否定する人類や世界を憎むようになっていき、やがて自らが星の核となって人間の存在しない世界を作りあげようという歪んだ思いに繋がっていった。
プロトス1を退けた後に自身も重傷を負い、ソフィと同じように長い時間をかけて体を修復していた。そして7年前に目覚め、王都バロニアの隠し通路で幼いアスベルたちに襲い掛かりソフィに致命傷を負わせる。そして、その側で毒を盛られていた事で死に掛けていたリチャードの「生きたい」という思いに、かつてコーネルが自分に残した言葉を重ね、リチャードに憑依する事で彼の命を救った。その後7年もの間リチャードの中で眠り続けていたが、リチャードが殺されかけたのを機に覚醒し、徐々にリチャードの精神と一体化し始めていった。
アスベルとリチャードが決別した後には、完全にリチャードを掌握し、彼を使役し各国の大煇石の原素を奪い「星の核」を目指す。融合が進むにつれてリチャードは彼の影響を受けて姿が変容する（『未来への系譜編』のリチャード曰く「かっこいい」）。
エフィネアの「星の核」にてリチャードから分離し、エフィネア中から吸収した原素を用いて、純粋なるラムダ「ラムダ・アンゲルス」に変貌しアスベル達に襲い掛かる。敗北後、ソフィとの対消滅を防ぐために介入したアスベルと対話し、人間という存在全てが憎むべき対象ではないと説得を受け、彼の中で眠りに付く。
本編クリア後に用意されている隠しダンジョンの「ゾーオンケイジ」を全10フロアクリアすると、ラスボスの「ラムダ・アンゲルス」がより強力な「ラムダ・テオス」と変わり、レベルも全ステータスも極めて高くなる。強力なラスボスの場合、Wii版では撃破時の経験値が100万だが、PS3では経験値が入らない。
『未来への系譜編』ではアスベル達の危機に反応して目覚め、彼に力を貸す。リチャードに憑依していた時は暴星バリアなどの特性を与えたが、アスベルには「アクセルモード」という新たな力を授ける。暴星バリアを張るのではなく周囲に炎として展開し、攻撃に使用するというもの。これはアスベルだけではなく、パーティキャラクターも称号によってアクセルモードの取得が可能。
フォドラの核から生まれた存在であるため、フォドラの原素の流れを知ることが出来る。非常に博識で、パスカルが出そうとした答えをわざと先に回答して彼女を落ち込ませるなどマリク曰く「相当な捻くれ者」。
最終形態とも言えるアンゲルスの状態では、白と紫を基調とした巨大な人型の怪物となる。翼のように骨格が変形しており、低空飛行が可能。両脚にあたる部分はない。前方や左右に走る灼熱の衝撃波や、前方に無数に発射される紫紺のレーザーを用いる。暴星バリアを張る際は暴星魔物同様、衝撃波が発生して周囲のキャラクターにダメージを与えるが、ラムダの使用するものは威力も範囲も段違いという厄介な特徴がある。鳥の翼にも似たような触手が肩から生えており、捕まると行動不能になるほか連続してダメージを受けてしまう。また、額からレーザーを発射して攻撃もしてくる。ほか、リチャードが使用していた一部の威圧術を用いる。
「ラムダ・アンゲルス／テオス」の残りHPが10000以下の時に秘奥義で止めを刺そうとすると、現在のエレスライズLvに関係なく、必ずLv3秘奥義が発動する。この時は専用の台詞も用意されている。
リトルクイーン
声 - 南條愛乃
『未来への系譜編』のラストボス。ソフィの前に幻のように現れる謎の少女。ソフィのことを「フォドラの子」と呼び、人間ではない故に孤独に悩むソフィに対して、永遠の時を共に生きようと何度も語りかけてくる。一方で自然の摂理を乱す人類を憎悪しており、人間を滅ぼすことが自分の存在意義であると語っている。
その正体は、フォドラの「星の核」が人間を滅ぼすために生み出した存在で、フォドラの意思そのものと言うべき存在。1000年程前、フォドラは繁栄を極めていたが、人間が原素を大量消費したことで「星の核」の原素が枯渇し、自らが死滅することを拒んだフォドラがその要因となった人類を敵とみなし、殲滅させるためにリトルクイーンたちを生み出した。フォドラの原素研究施設の第二調査隊がリトルクイーンのサンプルを入手することに成功しており（第一調査隊は壊滅し、サンプルを持ち帰った生き残りも戻って間もなく死亡している）、サンプルは後にエメロードの手に渡り、それを元にプロトス1（ソフィ）が造られた。そのためリトルクイーンはソフィを「フォドラの子」と見なしており、執拗に彼女を自分たちの元へ連れて行こうとしていた。
「星の核」の枯渇にともなって、リトルクイーンたちも1000年もの間活動を休止していたが、フォドラが再び息を吹き返したことによってリトルクイーンも復活する。フォドラの核の影響を受けた魔物を自在に操る力を持ち、フォドラの核はエフィネアの魔物たちにも影響を与え、各地で暴星魔物を変異させ、被害拡大の元凶となっていた。
リトルクイーンは複数おり、フォドラの核が活動している限り永遠に生み出される。戦闘でも様々な種類が存在しており、格闘に長けた者や遠距離攻撃、術師タイプなど、種類が非常に多い。イベントなどでアスベルたちの前に現れるリトルクイーンは、手から放つ光の弾丸を武器にするタイプが多い。
『テイルズ オブ ザ レイズ』では、プレイアブルキャラクターに昇格。
フォドラクイーン
声 - 土井美加
魔物を活性化させているフォドラの核を停止させるためにやってきたアスベルたちの前に現れた大勢のリトルクイーンが融合した姿。エメラルドのような髪色を持つ巨大な美女の姿となり、露出の多い純白のドレスに身を包んで襲い掛かってくる。4段階あるうちの第4形態に至っての攻撃の激しさは想像を絶する。
始めは巨大な花に搭乗した形態で行動する。周囲を飛び交う衛星（ビット）を召喚し、拡散や収束したレーザーを発射したり、自身の周囲に落雷を発生させて近づくものを焼き払う。
第二形態は花の足場を解除し、巨大な剣を片手に襲い掛かってくる。炎の波動を一直線に放つ「バーストブレード」や、同じく雷撃を発生させる「サンダーブレード」を用いる。
ある程度ダメージを受けるともう一度花の形態になり、最後に再び剣を持った状態で行動する。ただし、二段階目とは攻撃能力が段違いに上昇しており、剣先から魔法陣を発生させて拡散する漆黒の衝撃波を放ってくる。また、サンダーブレードが二回発生するようになっており、正面の一撃の後に左右に広がる二連撃が発生する。
更にその際とある戦闘ランク以上である事によりリトルクイーン（HPは低め）まで参戦するという形ともなっており、歴代最強のラストボスに相応しい強さである。
なお、フォドラクイーンとの戦闘では敵の秘奥義中に隠しコマンドを入力する事で、隠し秘奥義「ブルーアース」を発動させる事が可能。

### その他のキャラクター
かめにん
声 - 井上麻里奈
普通の街からロックガガンの体内にまで世界各地に存在する謎の商人種族。商業を行っている事以外に詳しい生態系は明らかとされていない。数人を除き、「亀車」と呼ばれる、トータスを飼い慣らした乗り物を所持しており、100ガルドで街や港へ短時間で連れて行ってくれる。口癖として語尾に「っす」が付く。小さい「こかめにん」も存在し、一人称は「あたい」で、彼女が「かめにんマーチャント！」の主役である。不良かめにんであるダークかめにんもいる(後述)。
なお、従来の「ねこにん」も存在する。
タルカ
声 - 魚建
作中に登場するミニゲーム「魔法カルタ」の愛好者。「魔法カルタ」を一定数以上収集した状態で彼に話しかけることで、カルタのミニゲームをプレイすることが出来る。
ロックガガン
セイブル・イゾレ先の砂漠に生息している大型の魔物。その体長は途轍もなく巨大で、体内はダンジョンマップのひとつでもある。知能が高く外見とは裏腹に大人しく、人に迷惑をかけることはないという。勝負を挑む事もできるがHPや攻撃力が非常に高く、長期戦になる。
ジョー、アーネ、カージ
サブイベントで登場する三兄弟。今作の「漆黒の翼」でもある。ジョーは炎を出すことができる発明をする弟。アーネはジョーの姉で、コック帽を被っているがその料理はとても不味く、会うたびに帽子が長くなっていく。カージは長男でアフロ頭、鍛冶屋をやっている。アスベル達と出会った当初は失敗ばかりの彼らだが、最終的にアーネはマーボーカレー、カージは強力な剣を作れるようになった。
メカアスベル
本作マスコットの1人。『グレイセスf』で登場されるアスベルそっくりロボット。フォドラ原素を吸収して核を停止させる作戦に挑むパスカルが作り上げる替え玉。メカソフィの後継者と言えるが、これはヒューマノイド素体を初めベースを一切使用しない完全オリジナル。ただしいわゆる原素吸収作戦とはアスベルに憑依されるラムダが重要で、その移管が不可能で見た目の是非などさらに無意味だとラムダに一刀両断にしている。パスカルがそれでもそっくりにしようと奮闘する裏には『弟くんの喜ぶ顔が見たい』とパスカル成りの理由が有る。メカソフィ同様パスカル秘奥義で戦闘で召喚する事が可能。
メカソフィ
本作マスコットの1人。ヒューマノイド。一度機能停止が間近に迫ってたがパスカルに見事復活を遂げる。画一的デザインを捨てバッテン口が愛らしい2頭身ボディを獲得。新品体で新たな生活を得たメカソフィ性格も妙に明るいポジティブに大変身。恩人･パスカルの呼び声に応じ線上に走りパスカル秘奥義ではソフィ共々敬礼している。首が『でらっくす』で表記される。更にアタッチメント･だっこソフィと言うメカソフィそっくりなアタッチメントが登場され左腕に装着される。

### ゲストキャラクター
闘技島を守護する三人の強者。黒衣の番人として出演する。『未来への系譜編』では、ストライキを起こして闘技島を去ってしまうが、交渉によってしばしの休暇を条件に職務に戻ることとなった。バカンスで不在の間はポアソンが番人代理を務めるため、『未来への系譜編』では戦うことができない。
ヴェイグ・リュングベル
声 - 檜山修之
『テイルズ オブ リバース』より出演。ある剣を求めている。大剣を武器に戦う冷徹な剣士。
秘奥義は絶対零度をまとった剣で攻撃を仕掛ける「セルシウスキャリバー」。原作では秘奥義は2人で行うが、今回は1人で使用する。ライオットピーク最上階で選択したキャラクターと一騎討ちをすることが可能。また、ある条件をクリアするとヴェイグ、リアラ、コハクの三人と戦うチーム戦も可能。
リアラ
声 - 柚木涼香
『テイルズ オブ デスティニー2』より出演。英雄を探している感情が希薄な少女。杖による波動弾や術を主体とした戦法を取る。
秘奥義は大地を隆起させ絶大なダメージを与える「グランヴァニッシュ」。
コハク・ハーツ
声 - 井上麻里奈
『テイルズ オブ ハーツ』より出演。ミソが好きな活発な少女。格闘技を主体とした戦い方をするほか、術も用いる。
秘奥義は無数の隕石を落下させる「スターライト」。

### 十芒星戦士（テルマディケイド）
大煇星竜（ソロモス）と彼によって選ばれた9人の勇者を含め、十芒星戦士（テルマディケイド）と称される。大煇星竜を倒さない限り選ばれた9人はゾーオンケイジから解放されることなく、死ぬこともできず永遠に守護者として戦い続ける。
大煇星竜（ソロモス）
羅針帯（フォスリトス）の絶対守護システムで、隠しダンジョン・ゾーオンケイジのボス。名前からドラゴンを想起させるが、容姿は鋭い目付きの少年。言葉遣いがかなり古臭く、常に相手を見下すような言動を取る。一人称は「我」。
暴走していたためラムダの活動を妨害するためには手段を選ばなくなってしまい、エフィネアの強者を無差別に拉致、改造して手駒としていた。そして原素（エレス）をゾーオンケイジ内に集め、死んでも即座に復活するという特殊な空間を形成することとなった。
アスベルたちに倒された後は、パスカルがフーリエの開発した「ノパーソ」を用いて修復。ソロモスの思考を正常な状態へと戻すことに成功した。その後もラムダの力をそぐためにエフィネアの原素を集めている。なお、彼を倒してしまうと溜めていた原素が解放されてしまい、ラスボス戦のラムダが恐ろしく強くなった状態になってしまう。再戦する際は「ラムダに勝てなくなった鬱憤を晴らしに来たのか」という旨の台詞を言う。
ソフィ同様徒手空拳を主体とした戦法を得意とする。他、波動弾や獅子をかたどった衝撃波による遠、中距離攻撃を仕掛けてくる。途中で分身を生み出して攻撃を仕掛けてくるため非常に厄介。煇術では「シューティングスター」を用いる。
秘奥義は、拳打と脚打の限りを放つ「天衣無縫」。秘奥義だけではなく、必殺技の数々も四字熟語が用いられている。
PS3版では、アイテム使用時のカウンター秘奥義として「ブライティスト・ゲート」を使用し、規格外のダメージを全体に与える。
リアラ
#ゲストキャラクター、リアラの項を参照。
フーリエ、プロト・ヴェーレス
#フェンデル、フーリエの項を参照。
プロト・ヴェーレスはフーリエの転送装置によって召喚された強力なヴェーレス。
ジェントルうなぎ
グレイル湖産の高級うなぎ、と本人は言っているがマリクによって産地偽装ということが見破られてしまう。敗北した後は「従業員が勝手にやった。自分は何も知らなかった」と言い訳している。後述のぴよぴよの秘奥義にも登場する。今までのシリーズに登場した「ジェントルマン」に相当。
ぴよぴよ
元々はコックに食用として飼育されていた特殊なピヨピヨたち。つぶらな瞳が特徴的。「皆でニワトリに成長したい」という思いから一斉に脱走し、追ってきたコックを帰らぬ人にしてしまう。その後、ソロモスによってゾーオンケイジの守護者にされた。
倒した後は彼らの境遇を知ったシェリアに同情されるが、彼女が「あなたたちが落とした焼き鳥丼は貰っておくわ」と言った後は一斉に逃げ出した。
秘奥義は「ホシニネガイヲ」。蹴って逃げた後、転んだところへジェントルうなぎが現れて見事なバッティングで対象と共に打ち上げられる。
エメロード改
生前、エメロードが作り上げた特殊なヒューマノイド。生前のエメロードの魂が宿っており、精神を転送されたエメロードとは別物。アスベルたちがフォドラを発つ時にシャトルに隠れひそみ、エフィネアへとやってきたが大煇星竜によってゾーオンケイジの守護者にされる。
ラムダへの憎悪とフォドラ復活の思いはエメロードへ引き継がれ、エメロード改には「モテたい」という思いだけが転送された。そのためエメロードとは性格や言動が大きく変わっており、女王様よろしく高笑いしたり、異性からもてはやされたいという態度が表出している（アスベルも呆れて、うっかり失笑してしまったほど）。
戦闘方法は通常のエメロードと同じであり、秘奥義として「ディサイドセイバー」も使用する。
当たり前のことだが、こちらのエメロードは繭の時と違ってラムダに浸食されていないため、弱点に「暴星」がない。
ダークかめにん
かめにん部長の息子。通常のかめにんとは衣装の色が違い、黒が基調となっている。口癖は「トータース！トータース！」（手紙の初めにも書いている）。
周りから「お前はふつうのかめにんと違う」と蔑まされてきたせいでグレてしまい、かめにんの積荷を解いたり悪さばかりしている。
戦闘では主に特殊な仕様の亀車を用いて戦う。
初戦闘後は羽ばたきたいと願った瞬間に体が光始め、ようやく白鳥のように羽ばたけると思ったものの単に脱皮していただけだったため、本人は号泣してしまう。
倒された後は自身の行いを恥じ、父親である部長に謝罪の意を伝えている。
秘奥義は、「金は命より重いっす」。金貨の雨を降らせた後、巨大な甲羅をかたどった金塊で押しつぶす。
コハク・ハーツ
#ゲストキャラクター、コハク・ハーツの項を参照。
セルディク改
リチャードに致命傷を負わされたが、奇跡的に息を吹き返し逃亡。重体の身を押して隠し通路を通って外に出た途端、大煇星竜によって拉致されゾーオンケイジの守護者にされてしまう。瀕死の状態だったためサイボーグにされて生かされている。
アスベルたちへの復讐心を胸に襲い掛かってくる。戦闘方法は以前と変わっておらず、炎と雷を主体にしたスキルを使用する。
本人は助かったことを喜んでいたが、それは死以上の罰が下っただけに過ぎなかった。不完全なサイボーグと化したためダメージを受けると機関に異常が生じるのか、苦痛を受け続ける状態になってしまう。敗北後は、かつて兄や甥を毒で苦しめたようにセルディク自身も逃れられない苦痛にもがき苦しむこととなる。死にたいと願っても、またサイボーグの肉体のまま復活してしまうため、半永久的に生き続ける。
フレデリック・バーンズ
声 - 松岡文雄
#ウィンドル、フレデリックの項を参照。

## かめにんマーチャント!
本作のWii版には、本編とは別に「かめにんマーチャント!」というゲームがある。ランダム生成されるダンジョンを敵と戦いながら冒険する内容で、DSワイヤレス通信で最大4人まで協力プレイが出来る。ゲームでの入手アイテムは、通信で本編と連動することで、本編の店での使用が可能。バージョンにはダウンロード版とニンテンドーDSiウェア版の2種類があり、ゲーム内容は共通で以下の点のみ異なる。なお、DSiウェア版は2009年12月2日より配信されたため、本編発売前からのプレイも可能だった。また、通信機能はダウンロード版とDSiウェア版の異なるバージョンの相互通信も出来る。
PS3版でもこのゲームの導入が検討されたが、キャラクターの描写や新たなゲーム性の構築を限られた時間で行わなければならないということや、もし入れるならPSPとの連動となるため作業が大きくなりすぎるといった理由から削除され、本編との連動機能もなくなった。
ダウンロード版
- 本編からゲームデータをDSダウンロードプレイでダウンロードすることでプレイ可能。ただし、本編である条件を満たす必要がある。
- 全てのDSシリーズ本体でダウンロードが出来るため、DSの新旧にかかわらずプレイ出来る。
- 電源を切るとゲームデータがなくなるため、再度プレイするにはダウンロードし直す必要がある。
- 進行状況などのセーブデータを本編に送信することで保存出来る。続きから遊ぶ場合は本編からの受信で再開可能。
- DSiウェア版からゲームデータをダウンロードした場合は、本編と連動する機能はなくなっておりセーブデータやアイテムを本編に送ることは出来ない。

DSiウェア版
- DSiではニンテンドーDSiショップ、3DSではニンテンドーeショップから200DSiポイントで購入後、ダウンロードすることでプレイ可能。
- 遊べるのはニンテンドー3DS、ニンテンドーDSiとニンテンドーDSi LLのみであり、DSとDS Liteでは遊べない。
- ダウンロード版とは異なり、ゲームデータは本体内蔵のフラッシュメモリに保存。1度ダウンロードすれば電源を切っても保持され、DSiメニューからの選択で再度遊べる。消去しても、DSiショップから無料で再ダウンロードが出来る。
- 取扱説明書が内蔵されており、操作方法などを見ることが出来る。
- タイトル画面のメニューで「DSiメニューに戻る」を選ぶか電源ボタンを1回押せば、ゲームをやめてDSiメニュー（3DSではHOMEメニュー）に戻ることが出来る。3DSではHOMEボタンで簡易メニューでゲームをやめることも出来る。
- 自動セーブ機能があり、進行状況・獲得アイテム・獲得した称号・現在のレベルなどが保存される。セーブデータは3つまで保存可能。
- 進行状況などのセーブデータを本編に送信することで、本編のセーブデータに保存してバックアップすることが可能。そのデータを受信することで同じ状態から再開出来る。
- DSダウンロードプレイ対応でDSiウェア版や本編のディスクを持っていない相手やDSi以前のDSシリーズ本体を持っている相手に、本編と連動する機能を削除したダウンロード版を1度に3人まで送信出来る。受信したダウンロード版は最後まで遊べ、DSワイヤレス通信での協力プレイも可能。

## 開発
開発はナムコ・テイルズスタジオのうち、2D作品を作っていたチームが担当。キャラクターデザインはいのまたむつみ、アニメーション制作はProduction I.Gが手掛ける。

## 主題歌
「まもりたい 〜White Wishes〜」
歌 - BoA
プロデューサーの馬場英雄がBoAの楽曲に本作品のテーマと重なるものを感じたことからダメ元で連絡を入れ、快諾されたことで主題歌に決定した。

## プロモーション
早期予約特典としてポストカードが、予約購入者に『テイルズ オブ ヴェスペリア』のキャラクター衣装のダウンロードコード付き特典DVDが付属。発売日には本作、Wii本体、クラシックコントローラーPROをセットにした「テイルズ オブ グレイセス スペシャルパック」も数量限定で発売された。
ドラマチックDVD〜大人になりたい？篇〜
ゲーム本編のキャラクターたちによるスキットドラマ。

## バグ
Wii版はユーザーからバグに関する問い合わせが殺到しており（周回プレイに関するものが多い）、2010年3月8日9時30分より、バンダイナムコゲームス側は不具合修正したアップデートディスクとの交換の受付を実施中。交換品は同年3月27日より順次配送。また、店頭への出荷もアップデートディスクに切り替えている。PS3版ではこれらは修正されている。

## PlayStation 3版
『テイルズ オブ グレイセス エフ』のタイトルで2010年12月2日に発売。略称は「TOG-f」。タイトルの「エフ」はFuture（未来）の頭文字を意味する。PS3への移植希望の声は非常に多く、Wii版が発売されて2か月後の2010年2月には既に移植が決定していた。主題歌はWii版と同様。
初回特典として、カスタムテーマや、『テイルズ オブ デスティニー』・『テイルズ オブ デスティニー2』のキャラクター衣装のダウンロードコード付き特典DVDが付属。なお、Wii版の予約特典衣装は本編中で入手が可能になっている。DVDにはゲーム本編のキャラクターたちによるスキットドラマ「ドラマチックDVD -まもりたいダウンロードコンテンツ篇-」が収録されている。
追加されたシナリオ
第1部に相当する本編をクリアすると第2部に相当する本編の物語から半年後の物語を描いた『未来への系譜編』をプレイできる様になる。
これによる変化
- 一時的にパーティに加わっていたリチャードが第2部では正式加入する。
- ソフィとリチャードに第2部での新衣装が用意されている。

戦闘システムの「進化」
新たな術技・秘奥義が追加され、新システム「アクセルモード」が搭載されている。
「未来への系譜編」で登場する「アクセル」というスキルを習得することによって使用できる、キャラクターごとに違った効果を発揮するアクション。戦闘時画面下の「アクセルゲージ」が半分以上たまったところから使用できる。ただし、ゲージが満タンの時に使用すると、Lv.4秘奥義を発動できる。
アクセルモード発動時には、HPの回復、CCの全回復、状態異常の解除、1秒間の無敵状態などの効果を得られる。
その他の追加要素・変化
- PS2版『テイルズ オブ デスティニー』にあった「なりきりアイテム」のように、外見と使用術技が他のキャラクターのものになる「なりきり称号」がある。
- HD対応でグラフィックが向上してより鮮やかなグラフィック表示が可能になった。
  - 対応信号方式は、NTSC、480p、720p。サウンドはPCM 2chのみ。

- ハードの違いのため、DSで遊べる『かめにんマーチャント!』は削除されて本編と連動する機能もなくなった。
- 『テイルズ オブ ヴェスペリア』同様アタッチメントも追加されているが、ゲーム中で手に入る種類は少なく、多くのアタッチメントは有料での配信になっている。
- wii版ではゲーム中に入手できたコスチュームが、PS3版では入手できない。
  - PlayStation Storeで一つにつき購入する必要がある。

- イベントスキップできるようになった。

「バグ」について
Wii版で起きていたバグは修正されている。

### ダウンロードコンテンツ（PS3版）
- 2010年12月2日(発売日と同時) 6個の無料コンテンツ、22個の有料コンテンツを配信
- 2010年12月9日 1個の無料コンテンツ、22個の有料コンテンツを配信
- 2010年12月16日 18個の有料コンテンツを配信
- 2010年12月22日 2個の無料コンテンツ、9個の有料コンテンツを配信

## リマスター
『テイルズ オブ グレイセス エフ リマスター』のタイトルで2025年1月16日にNintendo Switch、PlayStation 5、PlayStation 4、Xbox Series X/S、Xbox One、同年1月17日にSteamで発売。

## 評価
Wii版は東京ゲームショウに出展され期待を集めた作品に贈られる日本ゲーム大賞2009 フューチャー部門を受賞した。
PS3版はアスキー総研調べでは初週に224,455本を販売し、Wii版の販売実績を大きく上回った。

## 関連作品

### 小説
テイルズ オブ グレイセス エフ 誓いの花
著者は田中豪、イラストはいのまたむつみ。ファミ通文庫より刊行。
- 上 ISBN 978-4-04-727086-2（2011年2月28日発売）
- 下 ISBN 978-4-04-727227-9（2011年5月30日発売）

### 漫画
テイルズ オブ グレイセス エフ
『ビバ☆テイルズ オブ マガジン』Vol.2から2013年11月号まで連載された。作画はあやめぐむ。
ストーリーは原作に沿っているが、連載期間の都合で割愛している部分もあり、中盤以降はハイペースで進んでいく。最終決戦もラムダ本体との戦いは無く、ラムダと融合したリチャードがラストボスとなっている。『未来への系譜編』は最終話でダイジェスト形式にまとめられた。
1. 2011年10月27日発売 ISBN 978-4-04-870903-3
2. 2012年5月27日発売 ISBN 978-4-04-886591-3
3. 2013年1月27日発売 ISBN 978-4-04-891283-9
4. 2013年11月27日発売 ISBN 978-4-04-866095-2

テイルズ オブ グレイセス サブトラベルズ
『ビバ☆テイルズ オブ マガジン』2011年12月号から2012年10月号まで連載された。作画は無糖党。
- 2012年11月27日発売 ISBN 978-4-04-886911-9

この他、一迅社からアンソロジーコミックが3巻、『エフ』のアンソロジーコミックが2巻、『エフ』の4コマ漫画が1巻刊行されている。

### ドラマCD
以下の脚本は全てゲーム本編のシナリオを担当した田中豪による。
- ドラマCD テイルズ オブ グレイセス 第1巻（2010年5月26日発売）
- ドラマCD テイルズ オブ グレイセス 第2巻（2010年6月23日発売）
- ドラマCD テイルズ オブ グレイセス 第3巻（2010年7月22日発売）
- ドラマCD テイルズ オブ グレイセス 第4巻（2010年8月25日発売）
- アンソロジードラマCD テイルズ オブ グレイセス エフ 2010 Winter（2011年1月26日発売）
- アンソロジードラマCD テイルズ オブ グレイセス エフ 2011 Summer（2011年9月14日発売）
- アンソロジードラマCD テイルズ オブ グレイセス エフ 2012 Summer（2012年9月26日発売）
- アンソロジードラマCD テイルズ オブ グレイセス エフ 2012 Winter（2013年1月26日発売）
- アンソロジードラマCD テイルズ オブ グレイセス エフ 2013 Summer
- アンソロジードラマCD テイルズ オブ グレイセス エフ 2013 Winter
- アンソロジードラマCD テイルズ オブ グレイセス エフ 2014 Summer

## 関連商品

### 書籍
- テイルズ オブ グレイセス 公式コンプリートガイド（山下書店、2010年）
- テイルズ オブ グレイセス パーフェクトガイド
- テイルズ オブ グレイセス エフ 公式コンプリートガイド
- テイルズ オブ グレイセス エフ パーフェクトガイド
- テイルズ オブ グレイセス エフ 公式シナリオブック（山下書店、2012年6月4日発売[13]）
  - テイルズオブフェスティバル2012では、会場内で先行販売された。

### サウンドトラック
- テイルズ オブ グレイセス オリジナルサウンドトラック

## コラボレーション
- 2009年12月7日に、ハウス食品からタイアップ商品としてレトルト食品『マーボーカレー』（コクの中辛／まろやか中辛）が発売された。これは、歴代の『テイルズ オブ』シリーズに登場する体力回復用のアイテムをイメージし、商品化されたものである[15]。
- 同年12月16日から、『THE IDOLM@STER Dearly Stars』の衣装が、12月23日から初音ミクの衣装が配信。
- 2010年3月4日発売の『.hack//Link』の予約特典として、本作品とコラボレーションしたスペシャルDVDが付属。本作品のアスベルと『.hack』のハセヲ（共に声優が櫻井孝宏）、同じくマリクとオーヴァン（共に声優が東地宏樹）といった相互連動要素が盛り込まれている。
- PS3版では「トロ」や「コードギアス」のキャラの衣装、『.hack』のハセヲの衣装も配信されている。
- 2010年10月28日に発売された『ゴッドイーター』のコラボ企画にて、追加DLコンテンツとしてアスベルとシェリアの衣装が配信された。

## 他のシリーズ作品との関連
テイルズ オブ ファンタジア なりきりダンジョンX（2010年8月5日発売）
アスベルの衣装がディオのコスチュームとして登場。
ヴィーナス&ブレイブス〜魔女と女神と滅びの予言〜（PSP版）（2011年1月20日発売）
バンダイナムコゲームスのRPG。アスベル、ソフィが登場し、本作品のキャラクターが彼らの技を習得可能。
テイルズ オブ ザ ワールド レディアント マイソロジー3（2011年2月10日発売）
シリーズキャラクター共演作品。アスベル、ソフィ、シェリアがプレイヤーキャラクターとして登場。
テイルズ オブ イノセンス R（2012年1月26日発売）
ソフィの衣装がキュキュのコスチュームとして登場。
テイルズ オブ ザ ヒーローズ ツインブレイヴ（2012年2月23日発売）
シリーズキャラクター共演作品。アスベルとシェリアがプレイヤーキャラクターとして登場。
テイルズ オブ ザ ワールド タクティクス ユニオン（2012年7月2日配信）、テイルズ オブ ザ ワールド レーヴ ユナイティア（2014年10月23日発売）
シリーズキャラクター共演作品。アスベル、ソフィ、シェリアがプレイヤーキャラクターとして登場。
テイルズ オブ ハーツ R（2013年3月7日発売）
パスカルとヒューバートがそれぞれ、ソニー・コンピュータエンタテインメントの「どこでもいっしょ」シリーズに登場するキャラクター、トロとクロに変装して登場。マリクの衣装がガラドのコスチュームとして登場。
テイルズ オブ シンフォニア ユニゾナントパック（2013年10月10日発売）
『テイルズ オブ シンフォニア』と『テイルズ オブ シンフォニア -ラタトスクの騎士-』の移植版。マリクの衣装がリーガルのコスチュームとして、パスカルの衣装がリフィルのコスチュームとして登場。
テイルズ オブ ゼスティリア（2015年1月22日発売）
シェリアの衣装がアリーシャとロゼのコスチュームとして登場。クリア後のエクストラダンジョンにソフィが登場。
テイルズ オブ ベルセリア（2016年8月18日発売）
リチャードの衣装がライフィセットのコスチュームとして、ヒューバートの衣装がアイゼンのコスチュームとして登場。
テイルズ オブ ザ レイズ（2017年2月28日配信）
シリーズキャラクター共演作品。アスベル、ソフィ、ヒューバート、シェリア、マリク、パスカル、リチャード、ラムダ、リトルクイーン、カーツ、ヴィクトリアが登場。